# メカゴジラ (平成VSシリーズ)
メカゴジラ (MechaGodzilla) は、映画「ゴジラシリーズ」に登場する架空のロボット。本項目では、同シリーズのうち平成VSシリーズの第4作『ゴジラvsメカゴジラ』（1993年）に登場するメカゴジラおよびその強化用機体のガルーダを扱う。

## 概要
国連G対策センターが前々作『ゴジラvsキングギドラ』で小笠原海底に沈んだメカキングギドラの首を引き揚げて新宿で接収し、ロボット工学の世界的権威であるアシモフ博士を中心に23世紀のオーバーテクノロジーを徹底的に分析・研究して作った対G超兵器。燃料は衛星軌道中で生成される重水素ヘリウム3ペレット。昭和版のメカゴジラのような蛇腹の関節部は廃され、装甲が滑り込んで隙間ができないようになっている。眉間に配置されたコクピットは、緊急時には脱出艇となって射出される。出動地点は鈴鹿山中、幕張。
国連G対策センターが設立された1992年に対ゴジラ用防衛システムとして開発が開始され、1993年に完成を迎えてGフォースによって運用される。メイン・ドックは国連G対策センターの敷地内の地下に置かれ、ここで建造やメンテナンスが行われている。メンテナンス中は主に横たわった状態であるが、出動命令が下されると起動して台座ごと垂直状態に移行され、ドームからエレベーターで地上へ上昇して大空へ飛翔する。
機体の形式番号は UX-02-93。スーパーX2の外装に使用されていた超耐熱合金TA32をさらに上回る耐熱性を備えた超耐熱合金NT-1をベースに、スーパーX2のファイヤーミラーに使用されていた人工ダイヤモンドをコーティングすることにより、ゴジラの放射熱線を完璧に防ぐことができる。ハイパーオペレーションシステムの名称はREIKO。なお、撃墜された際のメッセージに「本機は」の部分が「This ship was...」と表示されていることから、分類上は「艦艇」である。
耐久面ではそれまでの対G兵器の比ではなく、ゴジラに決定打を与えられるほどの兵器を搭載しているが、ジェネレーターの限界と機動力に難があり、身軽なファイヤーラドンには一時苦戦する。ただし、旋回する首部分によって目標を常にセンサーで捕捉しているため、砲撃では高い命中率を有し、低い機動性もある程度はカバーしている。脚部と背中のターボジェットエンジン4基によってマッハ1での単独飛行が可能であるが、地上での移動速度はゴジラよりも遅いことから格闘戦には向いておらず、ゴジラの熱線を無効化しつつ、ホバリングで移動しながら砲撃を中距離から仕掛ける空間戦術が主戦術である。
強力な火器を有した高い攻撃能力と強固な装甲を兼ね備えた兵器ではあるが、ショック・アンカーから機体へエネルギーが逆流して機能停止したり、プラズマ・グレネイドの連続使用によって機関室がオーバーヒートして操縦不能に陥ったりするといった、ジェネレーターと機動力に問題があり、想定外の機能不全も目立つ。なお、プラズマ・グレネイド発動可能時、メガ・バスターなど発射時にはゴジラのように咆哮する機能も搭載されており、その際には口中が発光する。
初戦後、同じくG対策センターが作ったガルーダとの合体機能を追加し、その合体のために頸部のパワー回路を強化して機動性を向上させる改造が施され、その強化タイプはスーパーメカゴジラと呼ばれる。この計画は、ゴジラとの初戦においてメカゴジラの機動性の低さが問題となったため、ガルーダへの愛着をもつ青木一馬がアシモフ博士に直談判したことにより、現実のものとなる。その結果、パワーアップジェネレーターとして背部に合体したガルーダの補助動力源と推進力が加わったことによる機動性・飛翔能力・出力・攻撃力の大幅な増強とともに、ガルーダに装備された高出力メーサービームキャノン2門も主兵装として使用可能になり、ビーム兵器の一斉発射なども出力の向上によって可能となった。飛行速度もマッハ2に倍加しており、滞空時の安定性も高い。強化前は3人（追加の緊急メンテナンス要員を含めて4人、最大5人）の搭乗員によって操縦されるが、スーパーメカゴジラではハイパー・オペレーションシステムが追加されたことによってメンテナンス要員が不要になっている。一方、ゴジラの弱点である腰部の「第二の脳」の位置をテレパシーで捉えるため、超能力者である三枝未希が追加で搭乗することになった。
ファイヤーラドンやゴジラとの戦いを優勢に進めていき、「第二の脳」を電流で直接攻撃するGクラッシャーや、光線兵器やミサイルを一斉射撃するオール・ウェポン全開などの圧倒的火力の使用により、一度はゴジラの下半身の機能を奪って完全に沈黙させるが、瀕死のファイヤーラドンの生命エネルギーを吸収してゴジラが復活する。それと同時に、風化したラドンの灰とゴジラから発せられた高熱を浴びて装甲表面のダイヤモンド・コーティングが溶解して熱線に対する防御力を失い、プラズマ・グレネイドが使用不能に陥る。さらに、この灰には搭載している電子機器や計器を狂わせるエネルギーを発する力まで付加されていたため、機能不全や計器トラブルが発生して操縦すらままならなくなり、それまで優勢だった体勢が一気に劣勢に転じることになる。ラドンの生命エネルギーを吸収したことで強化されたゴジラのウラニウム・ハイパー熱線に正面からメガ・バスターで撃ち合うものの相殺されたうえ、計器トラブルで機体を制御できなくなり、身動きが取れなくなったところに幾度も熱線を浴びせられる。搭乗員らが絶叫する中、機体は装甲の耐久限界を超えた末にガルーダとともに爆発炎上するが、コクピットが脱出モジュールになっていたことから、搭乗員は全員とも脱出して生還する。
- スーツアクターは福田亘[出典 20]。
- 劇場公開当時には、バンダイによるソフビ人形が「メカゴジラ '94」（商品タグでの表記。商品本体には「メカゴジラ 94」と刻印されている。）の商品名で発売されていた[46]。
- 次作『ゴジラvsスペースゴジラ』に登場させる案も存在したが、特技監督の川北紘一は作品ごとの差別化を行い付加価値をつけていかなければ観客は納得しないとして、これに反対した[47]。その結果、新たにMOGERAが登場している。
- 『ゴジラ FINAL WARS』でタイトルデザインを担当したカイル・クーパーは、同映画DVDの特典映像で自身が所有するソフビ人形を取り出し、「一番好きなメカゴジラだ」と語っている。

## 武装
メガ・バスター
口にあたる部分から発射される、極彩色の熱線。メカキングギドラ口内のレーザー光線砲を解析して開発された。ゴジラの熱線と同等の威力を持つ。発射時には背ビレが発光する。ただし、長時間発射するとオーバーヒートする。作中では10秒程度連続発射し、ゴジラの熱線と撃ち合いを演じたあと、オーバーヒートを起こして動けなくなる。

レーザーキャノン（ビーム・キャノン）
目にあたる部分から発射される黄色いレーザー。主に威嚇・牽制用に用いられ、威力は強くない。ファイヤーラドンとの戦闘時に右目側を破壊され、スーパーメカゴジラ合体時に復旧するが、以後は使われることはない。
MOGERAにも同様の武装がある。

ショック・アンカー
前腕部に内蔵の電極付きの放電アンカー。ゴジラに直接撃ち込んで高圧電流を流し、麻痺させる。電流を流す際には背ビレが発光する。鈴鹿山脈の山中での戦闘では、一度はゴジラの身体に撃ち込んで泡を吹かせるものの仕留めるには電圧が足りず、ゴジラの体内放射によって電流が逆流した結果、機関部が炎上してメカゴジラは行動不能に追い込まれる。その後、2度目の出撃時にGクラッシャーへの換装・強化が施される。
設定では、初代ゴジラが高圧電流線に怯んだという報告が残されていたことから、装備されたとされる。
- 脚本では、ショック・アンカーは関東全域の電力を集中させてゴジラを倒すという展開で撮影も予定されていたが、当日になって川北が時間の都合から全面カットを指示し、撮影は行われなかった。
- ショック・アンカーを打ち出す描写は、『ゴジラvsキングギドラ』でのメカキングギドラのゴジラ捕獲装置と同様に、ゴムにより水中銃の要領で打ち出すギミックを用いている。特撮班助監督を務めた鈴木健二は、以前にも同じ仕掛けを用いていたため進行はスムーズであったと述べている。

Gクラッシャー
ショック・アンカーの強化版。ゴジラの腰にある第二の脳に直接撃ち込んで粉砕して行動不能にする目的で開発された2つの攻撃用電極。回転を加えながら目標へ射出されることから、その貫通力と放射される高圧電流はショック・アンカーを上回る。射程は1キロメートル以上。使用にはゴジラと交感できる三枝未希の搭乗を必要とする。ゴジラを撃破した数少ない兵器のひとつではあるが、ゴジラがファイヤーラドンと融合した際に破壊され、ゴジラも復活する。
- ゴジラを内部から攻撃するという設定は、川北が検討していたメカニコング登場案での人間がゴジラの体内に入って戦うという展開の名残である。
- 脚本では、尾から発射すると描写されていたが、川北は後ろから撃ち出すことの難しさや尾自体の存在意義などからこれを改めた。

パラライズ・ミサイル
両肩の3連装の発射口から連射する麻痺弾。最大で60発装填可能である。鈴鹿戦でゴジラにショック・アンカーを撃ち込むために使用され、幕張戦ではプラズマ・グレネイドの代わりにオールウェポン攻撃に使用される。
- 装備検討案では、『ゴジラvsビオランテ』に登場する抗核エネルギーバクテリアを用いたANEB弾（ANEB麻酔弾）とする案も存在した。

トランキライザー・ミサイル
両腰の発射口から連続発射する麻酔弾。パラライズ・ミサイルの強化版。ゴジラにGクラッシャーを命中させるために発射される。スーパーメカゴジラではエネルギーの蓄積能力や変換能力が上がるのか、連射が可能となっている。

プラズマ・グレネイド（プラズマグレネード）
メカゴジラ最強の武装。スーパーX2のファイヤーミラーの発展形にあたる。全身のダイヤモンド・コーティングを通じてボディに照射されたゴジラの熱線エネルギーを吸収し、プラズマエネルギーに変換し、集束・増幅して開いた腹部砲門より発射する。凄まじい高熱を発するため連続使用においては制限がある。そのため、メカゴジラには冷却用の大容量コンデンサが搭載されている。ダイヤモンド・コーティングが溶解すると使用できない欠点がある。威力は凄まじく、一撃でゴジラをダウンさせ、ファイヤーラドンに対しては瀕死の重傷を負わせる。
- 川北は、ダイヤモンド・コーティングで熱線を跳ね返すだけでは面白くないと考え、増幅して放つという設定を加えた。脚本では、光波ビーム砲と仮称していた。資料によっては、この名称で記述している。

ホバーアタック
ジェット噴射で空中に浮遊し、ゴジラと一定の距離を置きながら攻撃する。破格の砲撃性能と防御力を持ちながらも機動性・近距離戦闘能力が著しく劣悪なメカゴジラの、有効な戦術である。クライマックスではガルーダと合体してスーパーメカゴジラとなり、ガルーダの機体からも同時にジェット噴射をすることでより機動性を高めたうえでゴジラの背後に回り込み、Gクラッシャーを撃ち込む。

ダイヤモンド・コーティング
スーパーX2のファイヤーミラーの技術を応用した人工ダイヤモンドを全身にコーティング。これにより、ゴジラやファイヤーラドンの熱線エネルギーを乱反射し、完璧に無力化することができる。また、プラズマ・グレネイドを発射するために必要な熱線を吸収・増幅する機能を持つ。プラズマ・グレネイドの項にて説明されているとおり、ダイヤモンド・コーティングが破損・溶解などによって支障をきたした場合、プラズマ・グレネイドが使用不可能となる。

高出力メーサービームキャノン
両肩の長距離攻撃用の強力メーサー砲。ガルーダの主武装であり、改良されてスーパーメカゴジラの武装としても使用される。ガルーダ時よりも出力が向上している。

## 制作

### 創作経緯
監督の大河原孝夫は、前作『ゴジラvsモスラ』（1992年）のクライマックスで登場人物が戦いの傍観者になってしまったことを反省点に挙げており、本作品では登場人物がクルーとして乗り込むためにメカゴジラを発想したと述べている。脚本を手掛けた三村渉も、人間側のロボットとして登場させるならば人間が乗り込んだ方が面白いと考えたという。また、東宝プロデューサーの富山省吾は、当初シリーズ最終作となる予定であったことから人気怪獣を揃えたと述べている。当時の観客アンケートでメカゴジラはキングギドラ、モスラに次ぐ人気を得ていた。特技監督の川北紘一は、当初『キングコングの逆襲』（1967年）に登場するメカニコングを希望していたが、権利関係の都合から実現には至らなかった。
メカゴジラは完全な架空兵器であるため自衛隊の協力を得るのは難しいとされ、架空組織のGフォースが設定されることとなった。三村は、国連所属の組織としたのは当時報道されていたUNTACの影響もあるとしている。さらに、現実の技術でメカゴジラを造ることは無理だとの考えから、『ゴジラvsキングギドラ』に登場したメカキングギドラから未来の技術を取り込んだと設定された。
三村は、本作品でのメカゴジラは地球防衛の存在だが、物語の構造としては善悪の対立ではなく、人類側と怪獣側のどちらも命を守るために行動している善同士の戦いであり、テーマ的には怪獣側に感情移入するかたちとなっているため、メカゴジラが悪役にならざるを得なかったと述べている。
脚本執筆段階ではデザインが完成していなかったため、脚本ではGクラッシャー以外に武装の名称や配置は決まっておらず、デザインの決定後に特撮班主体で決められていった。当初の三村の想定では、Gクラッシャー以外はミサイルなどの通常兵器が主体であったが、曲線的なデザインでは合わなかったという。
出渕裕によるプロット『ゴジラVSベルサーク』では、金属生命体ベルサークが成長してゴジラを模したメカゴジラになるという展開で、これに基づいたデザインも出渕によって描かれていた。
川北は、以前よりスーパーX・スーパーX2を踏まえた自衛隊とゴジラの戦い方を考えていたため、本作品でのメカゴジラは「スーパーXIII」のような扱いであったと考えており、究極の対ゴジラ兵器を研究した結果、ゴジラに近づくものになったと解釈している。
準備稿までは、メカゴジラがアドノア島でラドンと戦うという展開であったが、ゴジラの出番が遅いためゴジラがアドノア島に出現するという展開に改められた。決定稿ではシミュレーションのシーンも存在したが、こちらもカットされた。

### デザイン
検討用プロットでは7体合体ロボットとして発想されたが、実現は難しいとして2 - 3機の変形合体メカとしてデザインが進められた。イラスト版ポスターでも、頭部と上半身になる2号機の空陸両用車の機体と、下半身となる3号機の大型メ―サー戦車との分離・変形合体が可能のように描かれていたが、本編では後述のガルーダとの合体にとどまっている。この分離・合体機構は後の『ゴジラvsスペースゴジラ』のMOGERAに継承された。
本作品では人類側という設定のため、顔つきを優しくするか怖くするかが課題であった。初期は初代メカゴジラ同様の角張ったアレンジのデザインで描かれていたが、川北紘一が依頼したバンダイの村上克司によって曲線を主体とした球面で構成されるイメージのデザインが提示され、これが採用された。吉田穣による最終デザイン画が存在するが、実際には川北による監修下で造型助手の村上修一によって作られた30センチメートルほどの粘土の雛型が決定デザインとなった。
ガルーダとの合体案が出る以前は、砲台を装備するという案や、飛行形態に変形する案、専用輸送機で空輸する案なども存在した。メカゴジラの巨大基地を登場させる案やメカゴジラ自体を要塞にする案などもあったが、突飛すぎる案は却下された。
スーパーメカゴジラは、村上が製作したプラモデルパーツなどを流用したガルーダを、デザイン決定用の粘土モデルに装着し、バックパックとのバランスが検討された。
スーツのメッキ処理も考えられていたが、さまざまな問題で断念された。雛型の段階では、メッキ加工する前提で曲面を強調していたが、メッキが断念されたため、エッジを立てたデザインに改められた。
全体的なシルエットは、VS版ゴジラを模しており、旧版メカゴジラの要素としては頭頂部の角と背びれの形状のみに留まっている。胴体のディテールは、大胸筋や肋骨、骨盤などを模しており、生物的要素を取り入れている。
前作『ゴジラvsモスラ』で極彩色の怪獣が好評であったことから、川北の要望により、メカに疎い人には「銀色のゴジラ型ロボット」では過去のものと区別がつかないため、旧作と差別化を印象づけるためにメタリックレッドの配色や、地球の軍用兵器であることからグリーンのカラー、全体に黒いラインを入れたものなども検討されていた。最終的な配色の決定について、川北はデザインが決定していない段階で生頼範義へポスター制作を依頼した際に彼がシルバーとすることを主張し、これに決まったと述べているが、吉田はポスター用デザインの後に本格的なデザインワークが行われ、社内プレゼンで赤では悪役にしか見えないとの指摘を受けたと証言している。赤い配色はファイヤーラドンに採用された。川北は、過去の作品を知っている観客を意識するとあまり大胆にはできなかったと述べている。
曲面主体のデザインとなったことで、武器は内装式となった。吉田は、プラズマ・グレネイドやGクラッシャー以外にも胸部や太腿なども想定していたと述べている。各所の穴も、エアインテークとも武器の発射口ともとれるよう含みを持たせている。
飛行形態は、西川伸司により腕や首の角度が違うものが複数描かれた。ジェット噴射は、旧作のような足の裏では古いとの考えから、背中と大腿部に設けられた。
コクピットのデザインは美術の酒井賢が担当。リアリティを重視して小さめのセットとなっている。

### 造型
造型はコスモプロダクション、監修は若狭新一が担当。制作は金網幸弘を中心に行われた。当初はラドンと同じくモンスターズが担当する予定であったが、スケジュールに余裕がなかったためコスモプロへ委託され、モンスターズ代表の若狭が監修を行う形となった。手の原型のみモンスターズで制作している。
スーツは初代同様上下分割式となっている。制作されたスーツは1体のみで、アップ用・アクション用の区別はない。スーツの制作費は800万円。素材はFRPだが非常に薄く作られており、映像での重厚さに反し軽いスーツに仕上がっている。通電性のある素材のため、ドックのシーンではネオン管を用いて実際に火花を放電させている。首がラジコン操作で旋回する。膝・足首・肩関節部分の可動は、パーツが内側に滑り込む構造となっている。スリットが入った足裏パーツが別に作られ、足裏が見えるカットではそれを付けている。
納品時にはメタリック感が強かったが、5月25日にツヤの弱い塗料で現場スタッフによって再塗装されている。
スーツの着脱は、スタッフ3人がかりで行われた。スーツアクターの顔は首元に位置しており、装甲を取り外して顔を出せる。一方で、スーツの脇部分と下半身を吊るハーネスが食い込み、スーツアクターの福田亘は常に腕がしびれていたという。足の爪は、歩行に合わせてバネで可動するよう構造となっていたが、福田はこのギミックにより爪が地面に食い込んで歩きづらかったと証言している。手の指は、スーツアクターの手ではなく針金が入っており、スタッフが形を変えている。福田は指を入れて演技することを提案したが、断られたという。特撮班助監督の鈴木健二は、メカゴジラのスーツは軽量で動きやすかったが、装着に時間がかかることを難点に挙げている。
スーパーメカゴジラは、背部にガルーダの造形物を装着しており、福田や川北はガルーダが重く苦労した旨を語っている。合体時は、背びれのパーツを外している。
スーツの他に、ガルーダと同じくオガワモデリングによるポリ造形の1/2サイズの飛行形態のモデルが用いられた。制作時点ではスーツの原型作業の途中であったため、造型はデザイン画と初代の飛行ポーズを参考にしている。材質は、ケブラーとカーボンを編み込んだクロスマットを用いて軽量化を図っている。1999年の時点で東宝特美倉庫に保管されているのが確認されていた。
コクピットは特撮スタッフが実物大サイズのものを現場で作り、幕張に持ち込まれ、効果的に使用されている。
プラズマ・グレネイドのアップ用として、展開ギミックを備えた腹回りのみの造形物も作られた。
一部の描写にはCGを使用しており、川北は生物感の必要がないキャラクターであるがゆえにCGの質感が合っていたと述べている。
イベント展示用にスーパーメカゴジラの造形物（ロボットメカゴジラ）が撮影用スーツと同じ型から制作された。可動、発光、咆哮、「地球防衛軍のマーチ」の再生などのギミックを備える。2009年の時点で東宝の倉庫に保管されているのが確認されている。
アトラクション用スーツはモンスターズが制作。ウレタン製の計6体が作られ、2017年の時点で同社の倉庫にて1体の現存が確認されている。

### 撮影・演出
オープニングでのドックのシーンでは、カメラマンをフォークリフトのフォーク部分に乗せこれを降下させて撮影している。川北は、ドック中のメカゴジラをじっくり見せることで、メカゴジラ復活の雰囲気を盛り上げる意図があったと述べている。また、人物との合成を多用することで、メカゴジラの巨大感やメカニックとしての質感を表現している。ドックから上昇するシーンは、セットを横にして撮影している。空の表現には、透過式のホリゾントを用いている。ドックのセットは、ガルーダの格納庫に流用された。
川北は、人がスーツに入って演じてもロボットらしくないと考え、スーパーメカゴジラではほとんど吊った状態で撮影し、合体前後での動きの差別化も意図している。一方で、人間が乗っているという設定から、人間臭い戦いを意図したことも述べている。攻撃描写では、光線ごとに火薬の色や強さ、煙の量などを変えている。
川北は、メカゴジラの移動方法が一番の悩みであったと述べており、100メートルの巨大兵器を歩かせるのは現実的ではないとしてホバリングでの描写を主とした。ガルーダとの合体も、移動の問題を解消させることを意図したものであった。基地からの発進シーンもガルーダに注力しているため、後半では発進描写を省略している。
設定上、メカゴジラが鳴く必然性はなかったが、川北の要望により鳴き声が設けられた。川北は、鳴き声を上げる理由づけが演出できなかったことを述懐している。
スーツの修復に時間がかかるため、当初は傷がつかないよう控えめな演技となっていた。また、スーツの耐久性が不安視され、カットのたびに心配するスタッフが駆け寄っていた。撮影の最終カットは屋外での発進シーンで、その前がゴジラにやられて爆発炎上するシーンであり、高熱で全身水ぶくれのようになったスーツを修復して臨んだ。本来はクライマックスの炎上シーンをもってメカゴジラの撮影が終了となる予定であったが、オープンセットでの撮影が雨天延期となったため、順番が前後することとなった。ゴジラがメカゴジラの首を絞めるシーンでは、ゴジラのスーツアクターである薩摩剣八郎が力を入れすぎてしまい、頭部がもげる事故も発生した。
初戦にてゴジラの放射熱線を受けるシーンでは、メカゴジラに仕掛ける火薬を弱くし、後方に通常の熱線描写で用いる量の火薬を仕掛けることにより、熱線を吸収する描写を表現している。
幕張に飛来するシーンでは、ガルーダと一緒に撮影する予定であったが、両方とも造形物が大きく距離感が出ず、仕掛けを変更する必要もあったため、別々に飛行する描写となった。
幕張でのゴジラの熱線とメカゴジラの光線の激突は、初代メカゴジラの初戦を思わせるものとなっている。
スーツの電飾はラジコン操作で点灯できるものであったが、ラドンに片目を破壊された際は、目の電飾に外部からコードを繋ぎ有線で操作している。
当初、クライマックスにはパイロットを乗せた脱出艇の描写があり、造形物も用意されていたが未使用となった。
コクピット内の撮影は本編班により行われた。鈴鹿戦の撮影は、すでに撮影されていた特撮班側の映像に合わせることが可能であったが、発進シーンは特撮班の撮影と並行しており、幕張戦に至っては特撮絵コンテも完成していない状態であったため、本編3日目以降の撮影が危惧され、川北自ら本編班へ絵コンテを届けることとなった。

### 備考
2023年に展開されたゴジラシリーズとテレビアニメ『呪術廻戦』の初コラボレーショングッズのうち、メカゴジラについては平成VSシリーズ版に準じたデザインで描かれている（相手はパンダ）。
2024年に開催されたプロジェクションマッピングイベント「TOKYO Night & Light」内にて上映された「ゴジラ都庁襲撃 〜GODZILLA: ATTACK ON TOKYO〜」には、ゴジラに立ち向かうスーパーX2改に続いて平成VSシリーズ版メカゴジラが登場している。

## ガルーダ
映画『ゴジラvsメカゴジラ』に登場。
形態的には高速戦闘機だが、劇中「1号ロボット」と呼ばれている。機体形式番号は UX-01-92。機体制御のオペレーションシステムはARISA。
もともとは対ゴジラ用戦闘マシンとしてGフォースで1992年に開発されていた対G超兵器試作1号機。過去の主力機スーパーXシリーズとは比較にならない高い機動力や飛翔性能を獲得したが、対ゴジラ用の攻撃力が限界に達して、高出力メーサーキャノン砲による戦闘能力に追加研究の余地があると判断されて開発は中止された。強力な2号機（=UX-02-93・メカゴジラ）が開発されたことを受けてお蔵入りとなってガルーダ・ドックに展示されていたが、その間に青木一馬がコンピューターに密かに改造データを入力しており、ゴジラに対してメカゴジラの機動力向上などの問題が発生し、G対策センターのガルーダ開発スタッフである一馬の提案で、ジョイントの増設などメカゴジラへの合体機能追加を経てメカゴジラ用の強化アタッチメントとして機体が改修され、実戦配備されることになる。
主武器に長射程の大型ビーム砲・高出力メーサービームキャノン2基を機体左右に搭載しているが、ファイヤーラドンとの空中戦ではラドンを牽制して誘導するも、撃墜される。
後方に機首部分がスライドし、メカゴジラの背部に合体することでスーパーメカゴジラとなることにより、機動性を高める。合体後はメカゴジラのコックピットからガルーダを制御できる。搭乗員は1名（メカゴジラとの合体後は無人でも可）。
- 名称は伝説の神鳥ガルダに由来する[133]。
- 脚本第2稿では、ガルーダが爆発したエネルギーを受けてゴジラが復活するという展開であったが、核によって蘇るのは命をテーマとした作品に反するとして、決定稿ではファイヤーラドンの命を受け取るというかたちに改められた[68]。
- 坂井孝行によるコミック版での機体形式番号はDAG・MBS・SP-Xガルーダとされており、スーパーXとして開発されたことを示唆している。『ゴジラ 列島震撼』では、対ゴジラ戦闘機という形で登場。基地発進コマンドで出撃可能な航空機の中では高い攻撃能力を持っている。
- 次作『ゴジラvsスペースゴジラ』に登場するスターファルコンは、脚本の初期（検討稿および準備稿）では、ガルーダIIという名称であった[140][141]。

### デザイン・造型（ガルーダ）
脚本を手掛けた三村渉は、ガルーダをラドンに対するメカラドンという位置づけていたため、当初は鳥型のデザインで描かれていた。翼竜ロボットは、当初ミニガルーダという名称であったが、ガルーダが戦闘機風のデザインになったため名称を改められた。
2 - 3機合体で検討されていたメカゴジラの合体メカのひとつとしてデザインされたものやガルーダ自体が合体メカとしてデザインされたものも存在する。三村は、翼を強調したデザインと想定していたが、稿を重ねるごとに現実的になっていったと証言している。最終的なデザインは、オガワモデリングの石津泰志による。造型も同社が担当。同社の小川正晴によれば、デザインを含めて引き受けたものの、合体する都合からメカゴジラのスーツとすり合わせなければならず、最終的な形状が決まるまでには時間がかかったと述懐している。
ミニチュアはFRP製。噴射口にはフロンガスの噴出ギミックを備える。機首はスライド式となっている。小川は映画『ガンヘッド』での経験から、ビーム砲部分はアルミで制作して頑丈にしており、ビルのミニチュアに激突した際も壊れていなかったという。
メインのほか、スーパーメカゴジラ合体用のものと変型ギミックありのものが制作された。合体用は、撮影に耐えられるよう頑丈に作られているうえに内部にメカを搭載しているため、メカゴジラのスーツよりも重くなってしまい、納品後に急遽作り直された。本来は2体分の予算しかなく、当初はメインモデルを改修して変形ギミックを仕込む予定であったが、合体用を作り直した結果、両機の撮影が並行するかたちとなってしまい、予備パーツなどを用いて変形用の3体目が急増された。
ミニチュアは『怪獣プラネットゴジラ』へ流用され、大サイズがアース号へ、小サイズがプラネット号へそれぞれ改造された。改造されなかった最後の1体は、2009年の時点で東宝の倉庫に保管されているのが確認されている。
コクピットのメインモニター用CGはマリンポストが制作した。ディテールは最新の航空機を参考にしているが、目盛りの動きは1パターンしか用意していないため、実際のガルーダの動きには連動していない。

## 関連書籍での設定
国連組織であるGフォースで建造された理由として、強力な軍事兵器を開発し得る未来の技術を一国に独占させないよう各国の思惑が存在した可能性を指摘した資料もみられる。当時の書籍『ゴジラvsGフォース』においては、ロシアの技術者が携わったMOGERAと同様にアメリカの技術者が携わったメカゴジラもまた、諸外国の意向で建造された可能性が指摘されている。
REIKOはHOS（ハイパーオペレーションシステム）とも呼ばれる。メカキングギドラに搭載されたM11に相当する制御システムだが、それを回収することはできなかったため、現代技術によって開発されている。
開発はMOGERAと別セクションにおいて並行して行われたが、同機が複雑な機能から遅延したため先行して完成した。一部書籍では機体はMOGERA開発後もGフォース基地にて修理が行われているという記述がある。

## 派生作品での扱い
- 坂井孝行による漫画版『ゴジラvsメカゴジラ』では、デザインや搭載武装（多量の実弾兵器のほか、頸部にクロスアタックビームを装備）が異なるほか、メカキングギドラのパーツを流用した部分にゴジラの抹殺を目的としたプログラムが残っており、操縦を無視して暴走する事態（開発中からたびたび発生していたらしく、関係者は「アレ」と呼ぶ）を起こす[152]。暴走したスーパーメカゴジラはゴジラを完全に圧倒し、一度はゴジラの首を吹き飛ばして殺害する。さらに、ベビーゴジラすらもゴジラと認定して抹殺に動いた結果、ラドンの力を借りて復活したゴジラに叩きのめされる。最終的には、ゴジラに首をもぎ取られてなおも絡みついて自爆を敢行するが、ゴジラは無傷で生還する。同作者による『ゴジラvsスペースゴジラ』の漫画版では修復を完了されており、強奪されたMOGERAを追撃するが、一方的に撃破される（その後、同作者による『ゴジラvsデストロイア』の漫画版でも、修復あるいは新造されていたような台詞が見られる）。
- セガサターン用ゲームソフト『ゴジラ 列島震撼』でも、Gフォースの対ゴジラ兵器として登場。本作品ではブラックホール第3惑星人製メカゴジラの残骸をもとに開発されたと設定されており、六ヶ所村の原発に出現したゴジラおよびビオランテを迎撃する際に出撃した後、スーパーメカゴジラに強化された際には横浜に上陸したバトラを迎撃する。この際、Gフォース特殊兵器部隊隊長の宮田が搭乗して指揮するが、2匹のバトラの波状攻撃の前にはおよばず撃破され、宮田も殉職する。

## メカゴジラ（生頼範義ポスターVer.）
生頼範義によるイラスト版ポスターでは、本編とはデザインの異なるメカゴジラと複数のメカが描かれていた。これは、ポスター作成の時点でメカゴジラのデザインが決定しておらず、原案デザイナーの西川伸司による3体合体版デザイン案に基づいていたためであった。なお、上部に描かれている飛行メカは、西川のデザインとは別に吉田穣が描いた2体合体版デザイン案のメカの一つである。
2017年に、バンダイコレクターズ事業部より、「超合金 魂MIX」ブランドとしてイラストポスター版のメカゴジラをモチーフとした合体玩具「メカゴジラ（生頼範義ポスターVer.）」が発売された。ポスターを描いた生頼は故人であるため、西川が監修している。
飛行メカ「ガルーダ」、陸戦メカ「ガンダルヴァ」「ナーガ」の3機が合体することでメカゴジラを構成する。名称は超合金化にあたり命名されたもので、本編で用いられているガルーダに基づきインド神話からとられている。
ガルーダ
メカゴジラの頭部と翼、背面から尾を構成する飛行メカ。両翼には巨大なローターを備える。
- デザインモチーフは翼竜で、翼だけのような形状はテレビアニメ『マジンガーZ』のジェットスクランダーをイメージしている。ローターは、運用時の効率を考慮したほか、西川が愛好する特撮テレビドラマ『帰ってきたウルトラマン』のマットジャイロを意識したものでもある。

ガンダルヴァ
メカゴジラの上半身を構成する陸戦メカ。合体時の腕部をビームキャノンとして用いる。
- 合体時のキャタピラの変型方法は、テレビアニメ『超電磁ロボ コン・バトラーV』（のバトルタンク）を参考にしている。

ナーガ
メカゴジラの下半身を構成する水上活動も可能なメカ。メーサー砲を装備し、合体時の爪先にはミサイルを備える。
- 腰になる部分に砲塔を配することで、砲塔の旋回軸がそのまま腰の回転になることを意図している。